# Клаус-Дітріх Штеффенс
Клаус-Дітріх Штеффенс (нім. Klaus-Dietrich Steffens; 17 червня 1918, Данциг — 26 червня 1944, Атлантичний океан) — німецький офіцер-підводник, капітан-лейтенант крігсмаріне.

## Біографія
3 квітня 1937 року вступив на флот. У вересні 1939 року відряджений в морську авіацію. В березні-жовтні 1942 року пройшов курс підводника. З жовтня 1942 року — вахтовий офіцер на підводному човні U-373. В квітні-червні 1943 року пройшов курс командира човна. З 27 липня 1943 року — командир U-719. 19 травня 1944 року вийшов у свій перший і останній похід. 26 червня U-719 був потоплений в Північній Атлантиці північно-західніше Ірландії (55°33′ пн. ш. 11°02′ зх. д.) глибинними бомбами британського есмінця «Бульдог». Всі 52 члени екіпажу загинули.

## Звання
- Кандидат в офіцери (3 квітня 1937)
- Морський кадет (21 вересня 1937)
- Фенріх-цур-зее (1 травня 1938)
- Оберфенріх-цур-зее (1 липня 1939)
- Лейтенант-цур-зее (1 серпня 1939)
- Оберлейтенант-цур-зее (1 вересня 1941)
- Капітан-лейтенант (1 серпня 1944, посмертно)